# Колония (департамент)
Колония (исп. Colonia) — департамент в юго-западной части Уругвая. Площадь составляет 6106 км² (3,48 % от общей площади страны). Административный центр — город Колония-дель-Сакраменто, расположен в 177 км от Монтевидео.

## Климат
Климат департамента — умеренный и влажный. Среднегодовая температура составляет 17-18 °С. Годовой уровень осадков составляет около 1000 мм.

## Население
По данным на 2011 год население департамента составляет 123 203 человека (60 203 мужчины и 63 000 женщин).
Демографические показатели по данным на 2010 год:
- Уровень прироста: 0,042 %
- Рождаемость: 13,47/1000
- Смертность: 9,96/1000
- Средний возраст населения: 35,7 лет
- Средняя продолжительность жизни: 78,09 лет
  - мужчины: 74,70 лет
  - женщины: 81,70 лет[2]

Основные населённые пункты:
| Город                   | Население, чел. (2011) |
| ----------------------- | ---------------------- |
| Колония-дель-Сакраменто | 26 231                 |
| Кармело                 | 18 041                 |
| Хуан-Лакасе             | 12 816                 |
| Нуэва-Эльвесия          | 10 630                 |
| Росарио                 | 10 085                 |
| Нуэва-Пальмира          | 9857                   |
| Тарарирас               | 6632                   |
| Флоренсио-Санчес        | 3716                   |
| Омбес-де-Лавалье        | 3390                   |
| Колония-Вальденсе       | 3235                   |

| Населённый пункт | Население чел. 2011 |
| ---------------- | ------------------- |
| Мигелете         | 999                 |
| Ла-Пас           | 603                 |
| Эль-Семильеро    | 600                 |
| Кончильяс        | 401                 |
| Гил              | 309                 |
| Радиал-Кончильяс | 294                 |
| Кампана          | 298                 |
| Эстансуэла       | 249                 |

## Административное деление
Департамент Колония делится на 6 муниципалитетов:
- Кармело (Carmelo)
- Хуан-Лакасе (Juan Lacaze)
- Нуэва-Эльвесия (Nueva Helvecia)
- Росарио (Rosario)
- Нуэва-Пальмира (Nueva Palmira)
- Тарарирас (Tarariras)